# Guido Salvetti
Guido Salvetti (Varese, 7 ottobre 1940) è un musicologo e pianista italiano.

## Biografia
Dopo essersi laureato in Lettere e Filosofia presso l'Università di Milano e diplomato in pianoforte con Pietro Montani presso il conservatorio Giuseppe Verdi di Milano, Guido Salvetti ha successivamente conseguito il diploma di merito ai corsi di pianoforte di Guido Agosti presso l'Accademia Chigiana di Siena; nel 1976 si è diplomato in composizione.
Ha svolto un'intensa attività di docenza, insegnando “Lettere e storia” e “Filosofia e storia” presso i licei. Dal 1964 al 1982 è stato docente di Pianoforte principale e di Storia della Musica presso il Liceo Musicale di Varese. Dal 1976 al 2004 è stato docente di Storia della musica presso il conservatorio di Milano. Sempre al conservatorio di Milano ha fondato il corso di Musicologia, che ha coordinato dal 1984 al 1999, e nel cui ambito ha insegnato Storia e storiografia musicale e Analisi della musica post-tonale, dirigendo la Collana di Studi "Quaderni del Corso di Musicologia", di cui, entro il 2004, sono usciti 7 volumi. Nel 2000 ha insegnato all'École Normale Supérieure di Parigi per il corso DEA Musique Histoire Société: il corso è stato dedicato alla musica italiana del primo Novecento. Dal 1996 al 2004 è stato direttore del Conservatorio di Musica "Giuseppe Verdi" di Milano. In tale veste, oltre alla riorganizzazione degli studi musicali secondo i principi della Legge di riforma 508/1999 (con la creazione del Triennio superiore e, in forma sperimentale, del Biennio superiore di specializzazione - da lui anticipato nel 1998 con i "bienni post-diploma), ha promosso tra l'altro la nuova sistemazione logistica della Biblioteca e del Museo, e ha fondato la "Filarmonica del Conservatorio", che è stata diretta, tra gli altri, da Gianluigi Gelmetti, Gyorgy Rath e Kustav Kuhn.
Ha svolto costante azione per la riforma dell'insegnamento della musica in Italia, anche con la partecipazione attiva alle commissioni ministeriali che hanno portato alla nuova strutturazione degli insegnamenti nei Conservatori (progetto consegnato nel luglio del 2002) e al progetto dei Licei ad indirizzo musicale (progetto consegnato nel marzo 2006).
Dal 1976 al 1979 e dal 1997 al 2000 è stato vicepresidente della Società Italiana di Musicologia (SIdM), e dal 2006 ne è diventato presidente. Dal 1995 dirige la Collana "Musica nel Novecento italiano" e dal 2003 la Collana "Repertori musicali".
Ha svolto e svolge una costante attività di promozione culturale, anche come pianista e come pianista-conferenziere. Ha registrato serie di trasmissioni culturali per la RAI (tra cui le "100 storie di musica", per la Televisione della Svizzera italiana (tra cui "Letture al pianoforte" e "Lezioni sul Lied romantico", in collaborazione con il soprano Karin Ott) e per la Radio della Svizzera italiana. Ha collaborato, come pianista, tra gli altri, con il soprano Daniela Uccello, il soprano Cristina Rubin e il contralto Elisabetta Andreani. 
Attualmente tiene concerti e seminari con il soprano Stelia Doz, assieme alla quale ha fondato nel 2006, presso il Teatro Comunale di Casalpusterlengo (LO), l'Accademia di Musica vocale da Camera, che ha dedicato i corsi 2006-2007 agli ultimi Lieder di Schumann (all'argomento è dedicato il libro "I canti dell'ultimo Schumann", corredato di due CD con i Lieder eseguiti dai corsisti stessi. Nel 2007-2008 i corsi sono dedicati a "Mélodies e Chansons nella Francia tra Otto e Novecento".
Guido Salvetti ha dato importanti contributi alla storia della musica negli ambiti del Settecento italiano, dell'Ottocento e del Novecento storico.

## Pubblicazioni

### Monografie
- Il Novecento I, EDT, Torino, 1977
- La nascita del Novecento, EDT, Torino, 1991 (nella collana Storia della musica)
- Le Sonate per violoncello e pianoforte di Johannes Brahms. Contesto, analisi, interpretazione, LIM Libreria Musicale Italiana, Lucca, 2005, ISBN 88-7096-413-2
- Tra Heiligenstadt e l'Eroica: le sonate dall'op.14 all'op. 31, Lucca: Libreria musicale italiana, 2021 (Le sonate per pianoforte di Beethoven, vol. 3; Repertori musicali 7/3).

### Volumi curati
- Un ballo in maschera. Melodramma in tre atti. Libretto di A. Somma, musica di Giuseppe Verdi, ed. critica del libretto a c. di G. Salvetti, Torino, Utet, 1973. Alle pp. 61–184 saggio sull'opera, di G. Salvetti.
- Il Conservatorio di musica oggi e domani: convegno nazionale su istruzione musicale e professionalità del musicista nella riforma della scuola, 17 – 19 gennaio 1980, a cura di R. Allorto, M. Leali e G. Salvetti, Milano, 1980
- Il Conservatorio di musica per la cultura milanese dal 1808 al 1860: nascita di una biblioteca musicale pubblica, catalogo della mostra organizzata nel Museo annesso alla Biblioteca del Conservatorio, 17-19 gennaio 1980, coordinamento di A. Zecca Laterza e G. Salvetti, Milano, 1980
- Schönberg, Webern e Berg a Milano, 1921-1983: una battaglia culturale, Milano, Conservatorio di Milano, 1984
- I Lieder di Johannes Brahms, Milano, Unicopli, 1986
- Poesia e musica nella Francia di fine Ottocento, Milano, Unicopli, 1991
- Nicholas Cook, Guida all'analisi musicale, ed. it. a cura di G. Salvetti, Milano, Guerini, 1991
- Mussorgskji in Italia, Guerini, Comune di Rimini, 1992
- Aspetti dell'opera italiana fra Sette e Ottocento: Mayr e Zingarelli, LIM Libreria Musicale Italiana, Lucca, 1993
- Bernstein in Italia, Guerini, Comune di Rimini, 1993
- Intorno all'Ascanio in Alba di Mozart: una festa teatrale a Milano, LIM Libreria Musicale Italiana, Lucca, 1994
- Il mito di Dante nella musica della nuova Italia, Guerini, Comune di Rimini, 1994
- L'immaginario radiofonico: presentazione e ascolto di 15 radiofilm, Edizioni del Teatro alla Scala, Milano, 1995
- Musica strumentale dell'Ottocento italiano, LIM Libreria Musicale Italiana, Lucca, 1997
- Italia millenovecentocinquanta, Guerini, Milano, 1999, con B.M. Antolini
- Milano e il suo Conservatorio. 1808-2002, Skira, Milano, 2003
- La cultura dei musicisti italiani nel Novecento, Guerini, Milano, 2003, con M.G. Sità
- I Canti dell’ultimo Schumann, a cura di Guido Salvetti: Goethe-Lieder, Spanisches Liederspiel, Lieder e duetti su testi di Elisabeth Kulmann, Stuarda-Lieder, Pisa, ETS - Teatro Comunale di Casalpusterlengo, 2007, con due CD allegati
- Tra ‘poeti maledetti’ e cabaret. Mélodie e Chanson da Duparc a Poulenc, a cura di Guido Salvetti: Duparc, Chausson, Fauré, Debussy, Ravel, Ibert, Poulenc, Pisa, ETS - Teatro Comunale di Casalpusterlengo, 2008, con CD allegato
- Italia 2000, a c. di A. Estero e G. Salvetti, Milano, Guerini, 2010 (Società Italiana di Musicologia. Musica nel Novecento italiano, 4)
- Musiche e immagini dagli anni Dieci, progetto di Guido Salvetti, regia di Francesco Leprino, DVD, Roma, Società Italiana di Musicologia, 2013
- Giordano e le nuove tecnologie: cinema, radio, disco. Atti del convegno, Foggia, 27-28 ottobre 2017, a c. di Guido Salvetti, Foggia, Claudio Grenzi Editore, 2018 (Musica. Storia, analisi e didattica; I Quaderni del Conservatorio Umberto Giordano di Foggia, v, 2017).i

### Saggi in periodici e in volumi miscellanei
- La lirica da camera di Giorgio Federico Ghedini, «Collectanea Historiae Musicae», iv, 1966, pp. 271–82
- I «Responsori» di Giorgio Federico Ghedini, «Chigiana», xxiii, n.s. 3, 1966, pp. 283–89
- Antico e nuovo in Franchino Gaffurio, in Conservatorio di musica “Giuseppe Verdi”-Milano, Annuario 1966-1967, Milano 1967.
- I sestetti di Luigi Boccherini, «Chigiana», xxiv n.s. 4, 1967, pp. 209–20
- Alcuni criteri nella rielaborazione ed orchestrazione dell'«Incoronazione», «Rivista Italiana di Musicologia», ii, 1967, pp. 332–40
- Le sonate accademiche di Francesco M. Veracini, «Chigiana», xxv n.s. 5, 1968, pp. 127–41
- Un diario inedito del 1926 e l'opera postuma «Symphonia», «Chigiana», xxvi-xxvii, n.s. 6-7, 1969-70, pp. 123–36
- La musica in Dante, «Rivista Italiana di Musicologia», vi, 1971, pp. 160–245?
- Luigi Boccherini nell'ambito del quartetto italiano del secondo Settecento, «Analecta Musicologica», xii, 1973, pp. 227–52
- La Scapigliatura milanese e il teatro d'opera, in Il melodramma italiano dell'Ottocento, Studi in onore di Massimo Mila, Torino, Einaudi, 1977, pp. 567–604
- Espressionismo musicale del primo dopoguerra: seconda fase o crisi?, «Chigiana», xxxv, n.s., 1978 [1982], pp. 109–18
- Mozart e il quartetto italiano, «Analecta Musicologica», xviii, 1978: Colloquium «Mozart und Italien»: Roma 1974, ed. F. Lippmann, pp. 271–89
- La «generazione dell'80» tra città e mito, in Musica italiana del primo Novecento, Atti del convegno: «La generazione dell'80», Firenze, 9-11 maggio 1980, a c. di F. Nicolodi, Firenze, Olschki, 1981, pp. 45–62
- L'ultima fase del quartettismo italiano tra Viotti e Paganini, «Chigiana», xxxviii n.s. 18, 1982 [1987], pp. 167–76
- Musica religiosa e conservatorii napoletani: a proposito del San Guglielmo d'Aquitania di Pergolesi, in Musica e cultura a Napoli dal XV al XIX secolo, atti del convegno internazionale di studi: Napoli, 17-18 settembre 1982, a c. di L. Bianconi e R. Bossa, Firenze, Olschki, 1983, pp. 207–15
- I quartetti di Beethoven nella «rinascita strumentale italiana» dell'Ottocento, «Analecta Musicologica», xxii, 1984, pp. 479–95
- Mascagni: la creazione musicale, in Mascagni, Milano, Electa, 1984, pp. 31–110
- Le sinfonie d'opera di Francesco Morlacchi, in Francesco Morlacchi e la musica del suo tempo (1784-1841), atti del convegno internazionale di studi: Perugia, 26-28 ott. 1984, a c. di B. Brumana e G. Ciliberti, Firenze, Olschki, 1986, pp. 61–76
- La stagione estrema del sinfonismo romantico, in 49º Maggio Musicale Fiorentino, Firenze, 1986, pp. 167–79
- Il problema formale nel Lied brahmsiano, in I Lieder di Johannes Brahms, a c. di G. Salvetti, Milano, Unicopli, 1986, pp. 183–92
- La presenza di G. F. Ghedini nella storia del primo «Novecento» musicale italiano, in Ghedini e l'attività musicale a Torino fra le due guerre, atti del convegno di studi, Torino, Teatro Regio, 1986, pp. 7–14
- Bach al pianoforte?, in La trascrizione. Bach e Busoni, atti del Convegno internazionale di studi: Empoli-Firenze, 23-26/10/1985, a c. di T.Pecker Berio, Firenze, Olschki, 1987, pp. 159–171
- La situazione attuale degli insegnamenti storico-musicali nei Conservatori: realtà, prospettive e una proposta, in Didattica della storia della musica, atti del Convegno internazionale, Firenze, 29-11/1-12-1985, a c. di S. Miceli e M. Sperenzi, pp. 141–157
- Del «ritorno all'ordine»: le diverse ragioni, in Il Novecento musicale italiano. Tra neoclassicismo e neogoticismo, a c. di D. Bryant, Firenze, Olschki, 1988, pp. 67–75
- La verità di una falsificazione, «Chigiana», xxxix n.s. 19, 1982 [1989], pp. 201–10
- La vida breve specchio deformante di naturalismo e folclore, in Manuel de Falla tra la Spagna e l'Europa, atti del convegno internazionale di studi: Venezia, 15-17 maggio 1987, a c. di P. Pinamonti, Firenze, Olschki, 1989, pp. 131–39
- Concerto per pianoforte e orchestra in mi bemolle maggiore op. 73, in Ludwig van Beethoven, atti del Convegno internazionale di studi: Verona, 30 sett.-1º ott. 1988, a cura di G. Pugliese, Verona, Arena di Verona, 1989, pp. 105–17. Poi in van Beethoven. Le sinfonie e i concerti per pianoforte, a cura di Annalisa Bini e Roberto Grisley, Roma, Accademia Nazionale di Santa Cecilia – Milano, Skira, 2001, pp. 349–361
- Le mélodies di Debussy: un laboratorio semantico, in "I consigli del vento che passa". Studi su Debussy, atti del Convegno internazionale di studi: Milano, 2-4 giugno 1986, a c. di P. Petazzi, Milano, Unicopli, 1989, pp. 79–109
- Schumann, Mendelssohn, Brahms, in Viaggio in Italia, a cura di Carlo De Incontrera, Monfalcone, Teatro Comunale di Monfalcone, 1989, pp. 279–302
- Dalla Scapigliatura a Cavalleria rusticana, in 1890-1990: cento anni di un capolavoro, Milano, Sonzogno, 1990, pp. 65–73
- La categoria della comicità in Richard Wagner, «Rassegna musicale Curci», xliii, 1990, pp. 7–14
- Adriana Lecouvreur: Aspetti di drammaturgia musicale, in Ritorno a Cilea, atti del convegno promosso dalla SIAE e dal teatro alla Scala: Varazze, 5-6 giugno 1989, Roma, SIAE, 1991, pp. 55–65
- Le due versioni dello «Stabat Mater» di Boccherini, in Musica senza aggettivi. Studi per Fedele d'Amico, a c. di Agostino Ziino, Firenze, Olschki, 1991, pp. 185–95
- Introduzione: tematiche, metodologie, prospettive, in Poesia e musica nella Francia di fine Ottocento, a c. di G. Salvetti, Milano, Unicopli, 1991, pp. 15–19; Baudelaire e Wagner, ivi, pp. 33–7; Debussy e Verlaine: impressionismo o divisionismo?, ivi, pp. 194–203
- Musiche nelle contrade. Annotazioni sul Gassenhauer in area viennese, in Danubio. Una civiltà musicale, ii: Austria, a c. di C. De Incontrera e B. Schneider, Trieste, 1992, pp. 261–76
- Un maestro napoletano di fronte alla Riforma: l'Alceste di Pietro Alessandro Guglielmi, in Napoli e il teatro musicale in Europa tra Sette e Ottocento. Studi in onore di Friedrich Lippmann, a c. di B. M. Antolini e W. Witzenmann, Firenze, Olschki, 1993, pp. 97–119
- Camerismo sinfonico e sinfonismo cameristico: alla ricerca di un approccio analitico pertinente, «Chigiana», n.s. 23, 1993, pp. 337–352 (Atti del Convegno internazionale di studi «Luigi Boccherini e la musica strumentale dei maestri italiani in Europa tra Sette e Ottocento», Siena, 29-31 luglio 1993)
- Il compositore: un esame attraverso due 'prime' italiane, in Bernstein in Italia, a c. di G. Salvetti, Milano, 1993, pp. 93–114
- Le ragioni dell'«Arlesiana», in «La dolcissima effigie». Studi su Francesco Cilea nel 30º anniversario dell'istituzione del Conservatorio di Reggio Calabria, a c. di G. Pitarresi, Reggio Calabria, 1994, pp. 151–61
- L'«Amleto»: dubbi e certezze per un operista romantico, in Antonio Buzzolla. Una vita musicale nella Venezia romantica, a c. di F. Passadore e L. Sirch Rovigo, Minelliana, 1994, pp. 171–217 (con P. Bergamaschi e C. Toscani)
- Un mito nell'era di D'Annunzio: Scontrino, Mancinelli, Zandonai, in Il mito di Dante nella musica della nuova Italia, Milano, Guerini, 1994, pp. 161–82
- Gli anni mozartiani al Teatro Ducale di Milano, in Mozart e i musicisti italiani del suo tempo, atti del convegno internazionale di studi: Roma, 21-22 ott. 1991, a c. di A. Bini, Lucca, LIM, 1994, pp. 55–64
- Come Puccini si aprì un sentiero nell'aspra selva del wagnerismo italiano, in Giacomo Puccini. L'uomo, il musicista, il panorama europeo, a c. di G. Biagi Ravenni e C. Gianturco, Lucca, LIM, 1997, pp. 49–79
- Dal Verdi della maturità a Giacomo Puccini; Il Novecento italiano. L'opera nella prima metà del secolo, in Musica in scena. Storia dello spettacolo musicale, ii: Gli italiani all'estero. L'opera in Italia e in Francia, a cura di Alberto Basso, Torino, UTET, 1996, pp. 341–432; 435-86
- Musica, in Guida all'Italia contemporanea 1861-1997, diretta da M. Firpo, N. Tranfaglia, P.G. Zunino, 5 voll. e CD rom, Milano, Garzanti, 1998: vol. IV, pp. 591–614
- Riflessi europei nel pianismo di Giuseppe Martucci: il Concerto in si bemolle minore, op. 66, in Francesco Florimo e l'Ottocento musicale. Atti del convegno, Morcone, 19-21 aprile 1990, a c. di R. Cafiero e M. Marino, 2 voll., Reggio Calabria, Jason, 1999, pp. 283–296.
- Politica, cultura, musica, in Italia millenovecentocinquanta, a c. di G. Salvetti e B.M. Antolini, Milano, Guerini, 1999, pp. 13–28; I compositori tra 'tecniché ed 'estetiche', ivi, pp. 259–270
- Un operista del primo Novecento e la crisi della tradizione, in Franco Alfano. Presagio di tempi nuovi con finale contro-corrente, a cura di Rino Maione, Milano, Rugginenti, 1999, pp. 39–49
- Ultimo splendore e apocalisse. Ragioni storiche per alcune personali vicende di operisti italiani, in Ultimi splendori: Cilea, Giordano, Alfano, a c. di J. Streicher, Roma, ismez, [1999], pp. 39–52
- Ideologie politiche e poetiche musicali nel Novecento italiano, «Rivista italiana di musicologia», xxxv, 2000, pp. 107–134 (volume dedicato a: Le discipline musicologiche: prospettive di fine secolo)
- Alcuni aspetti della vita musicale nel secondo dopoguerra italiano, «Nuova Rivista Musicale Italiana», xxxiii, n.s. iv, luglio-settembre 2000, n. 3, pp. 407–414
- Una vecchiaia avventurosa: i quartetti d'archi di Giovanni Pacini, in Intorno a Giovanni Pacini, a c. di M. Capra, Pisa, ETS, 2003, pp. 269–276
- Le opere sinfoniche di Ottavio Ziino, in «Et facciam dolçi canti». Studi in onore di Agostino Ziino in occasione del suo 65º compleanno, a c.di B.M. Antolini, T.M. Gialdroni, A.Pugliese, Lucca, LIM, 2003, pp. 1383–1406
- Le due stagioni di Antonio Smareglia: Bianca da Cervia e La falena, in Lungo il Novecento. La musica a Trieste e le interconnessioni tra le arti. Festschrift in onore del centenario della fondazione del Conservatorio Giuseppe Tartini di Trieste 1903-2003, a c. di Maria Girardi, Venezia, Marsilio, 2003, pp. 13–17
- La scuola di una capitale europea, in Milano e il suo Conservatorio. 1808-2002, a c. di G. Salvetti, Milano, Skira, 2003, pp. 29–71
- Introduzione, in La cultura dei musicisti italiani nel Novecento, Milano, Guerini, 2003 (Musica nel 900 italiano, 2), pp. 11–14
- Un bravo operista in un periodo difficile, in Filippo Marchetti. Nuovi studi per la prima rappresentazione in epoca moderna di Romeo e Giulietta, a cura di Lamberto Lugli, Lucca, LIM, 2005, pp. 3–12
- La Canzone dei ricordi di Giuseppe Martucci tra Piedigrotta e Wagner, in «Musica se extendit ad omnia». Studi in onore di Alberto Basso in occasione del suo 75º compleanno, a c. di Rosy Moffa e Sabrina Saccomani, Lucca, LIM, 2007, vol. II, pp. 821–841
- L'ultima fase di un arduo percorso (1849-1853), in I Canti dell'ultimo Schumann, a cura di Guido Salvetti, Pisa, ETS - Teatro Comunale di Casalpusterlengo, 2007, pp. 7–23; I Goethe-Lieder op. 98 a e i loro riferimenti nel Wilhelm Meister, ivi, pp. 103–114; I cicli su poesie di Elisabeth Kulmann, ivi, pp. 145–152
- I rapporti [di d’Annunzio] con la generazione dell’Ottanta: una “favola bella”, in «D’Annunzio musico imaginifico». Atti del Convegno internazionale di studi, Siena, 14-16 luglio 2005, a c. di Adriana Guarnieri, Fiamma Nicolodi, Cesare Orselli, Firenze, Olschki, 2008 (Chigiana, XLVII), pp. 125–143.
- Introduzione ad Alfonso Alberti, Le sonate di Claude Debussy. Contesto, testo, interpretazione, Lucca, LIM, 2008 (Repertori Musicali. Storia, analisi, interpretazione, 3), pp. VII-XVI.
- Il Novecento come “libertà”, booklet per CD con musiche di Giovanni Spezzaferri, 2008.
- Il contributo del fortepiano alla didattica pianistica odierna, Atti del Convegno internazionale di studi /Akten der internationalen Studientagung, «La cultura del fortepiano / Die Kultur des Hammerklaviers, 1770-1830», Roma 26-29 maggio 2004, a cura di Richard Bösel, Bologna, Ut Orpheus 2009, pp. 89–98.
- Le professioni musicali e la generazione tradita, in Italia 2000, a c. di A. Estero e G. Salvetti, Milano, Guerini, 2010 (Società Italiana di Musicologia. Musica nel Novecento italiano, 4), pp. 257–301.
- Note storico-critiche e Analisi musicale di GIOVANNI SALVIUCCI, Serenata per nove strumenti, in Musiche del Novecento Italiano. Gli anni 1930-1940: Casella, Pizzetti, Giuranna, Castelnuovo Tedesco, Malipiero, Pilati, Salviucci, Zandonai, a cura di Maria Grazia Sità e Marina Vaccarini, CD-ROM, Società Italiana di Musicologia-Stradivarius, 2010.
- Conclusioni, in Alessandro Rolla (1757-1841), un caposcuola dell'arte violinistica lombarda. Atti del convegno di studi (Pavia, 4-6 maggio 2007), a cura di Mariateresa Dellaborra, Lucca, LIM, 2010 (Strumenti della ricerca musicale, 15), pp. 385–388.
- Il canto da camera italiano nella prospettiva europea, in Il Canto dei Poeti, versi celebri da Dante al Novecento nelle romanze e liriche dei compositori italiani, a cura di Sabine Frantellizzi, introd. di G. Salvetti, Casagrande editore, Lugano-Milano 2011, pp. 172–183.
- Il ruolo 'pubblico' di Goffredo Petrassi negli anni del fascismo, in Musicologia come pretesto, scritti in memoria di Emilia Zanetti, a c. di T. Affortunato, Istituto Italiano per la Storia della Musica, Roma 2011, pp. 455–467.
- Il sistema-musica nel primo cinquantennio dall’Unità d’Italia, in Studi italiani / Estudios Italianos, Revista de Italianistica de la Facultad de Lenguas de la Universidad Nacional de Córdoba, Número especial – Año 2011, Argentina 2011, pp. 131–149.
- Il dibattito musicale tra "rivendicazione" e contesto internazionale, in Farsi italiani. La costruzione dell'idea di nazione nell'Italia repubblicana, a cura di Annalisa Bini, Chiara Daniele, Silvio Pons, Milano, Feltrinelli, 2011 (Annali / Fondazione Giangiacomo Feltrinelli, 45), pp. 25–34.
- Centocinquant’anni [dall'Unità d'Italia]. E la cultura musicale?, «Rivista Italiana di Musicologia», XLVI, 2011, pp. 247–254.
- Teoria e pratica pianistica nella Milano di primo Ottocento: il caso Pollini, in Tasti neri. Tasti bianchi. Pianoforte, organo e attività musicale in Italia nel XIX e XX secolo, a cura di Anelide Nascimbene e Marco Ruggeri, Lucca, LIM, 2011, pp. 83–93.
- Un teatro musicale tra “moralità” e impegno, in Leggenda di Alessandro Solbiati, libretto per la rappresentazione al teatro Carignano di Torino, settembre 2011.
- Musica da camera: le specifiche ragioni, in Enrico di San Martino e la cultura musicale europea. Atti del Convegno di studi, Roma, 11-13 maggio 2009, a cura di Annalisa Bini, Roma, Accademia Nazionale di Santa Cecilia, 2012, pp. 287–303.
- Introduzione al convegno, in L’insegnamento dei conservatori, la composizione e la vita musicale nell ́Europa dell ́Ottocento. Atti del convegno internazionale (Milano, Conservatorio di musica “G. Verdi”, 28-30 novembre 2008), a cura di Licia Sirch, Maria Grazia Sità, Marina Vaccarini, Lucca, LIM, 2012 (Strumenti della Ricerca Musicale, 19). pp. XVII-XXI.
- «Ho parlato male [...] di Verdi». Saggio di ricezione negativa, «Rivista Italiana di Musicologia», XLVIII- 2013, pp. 105–141.
- La musica da camera di Martucci e il suo significato europeo, in "L'arte sua fu lo specchio della sua vita: purezza di cielo riflessa da purezza di lago". (Arrigo Boito), a cura di Ettore Borri, Atti del Convegno Nazionale di Studi Musicali, Novara, 27-28 novembre 2009, Lucca, LIM, 2013, pp. 115–136
- .“Le montagne della mia Svizzera”. Una patria a misura di ... Wagner? «Arte & Storia», XIII, n. 58, apr.- lug. 2013, pp. 48–53.
- Il concerto in sol minore op.15: quasi Tondichtung, quasi forma-sonata, in Giovanni Sgambati: musicista dell'avvenire o epigono romantico?, a c. di Bianca Maria Antolini e Annalisa Bini, Roma, Accademia Nazionale di Santa Cecilia, 2018, pp. 393–408.
- Forse non ci fu una scuola pianistica milanese, in Guide-mains. Contexte historique et enseignement du pianoforte au XIXe siècle / Klavierspiel und Klavierunterricht im 19. Jahrhundert, hrsg. von Leonardo Miucci, Suzanne Perrin-Goy und Edoardo Torbianelli, unter redaktioneller Mitarbeit von Daniel Allenbach und Nathalie Meidhof, Schliengen, Edition Argus, 2018 (Musikforschung der Hochschule der Künste Bern, 11), pp. 124–144.
- Nazionalismo e regionalismi nella musica italiana del primo Novecento, in Musica e identità nel Novecento italiano: il caso di Gavino Gabriel, a c. di Susanna Pasticci, Lucca, Libreria Musicale Italiana, 2018, pp. 325–332.
- Il pianoforte e il mondo, in Il pianoforte, a c. di Ala Botti Caselli, Torino, EdT, 2018 (I Manuali EdT/SIdM), pp. 75–120.
- Nuovi contributi alla biografia di Antonio Bazzini, «Quaderni dell’Istituto Liszt», 18, 2018, pp. 105–118.
- Tradizione e modernità nella musica italiana ai tempi di Umberto Giordano, in Giordano e le nuove tecnologie: cinema, radio, disco. Atti del convegno, Foggia, 27-28 ottobre 2017, a c. di Guido Salvetti, Foggia, Claudio Grenzi Editore, 2018 (Musica. Storia, analisi e didattica; I Quaderni del Conservatorio Umberto Giordano di Foggia, v, 2017), pp. 15–24
- Wagner in italiano: una sepolta stagione, i n «Abbasso il tango e il Parsifal!» Wagner in Italia fra le due guerre 1914-1945, a c. di Pier Carlo Bontempelli e Oreste Bossini, Roma, Istituto Italiano di Studi Germanici, 2019, pp. 243–256.
- De Sanctis nella crisi del sistema impresariale all’indomani dell’Unità d’Italia, in Arte e cultura al tempo di Francesco De Sanctis. Atti del Convegno nazionale di studi, Avellino, 12-13 ottobre 2017, a c. di Antonio Caroccia, Avellino, Conservatorio di musica “Domenico Cimarosa”, 2019, pp. 97–112.
- La memoria del Novecento musicale italiano: problemi e prospettive, in Biblioteca di musica. Studi in onore di Agostina Zecca Laterza in occasione dei 25 anni dalla fondazione della IAML Italia, a c. di Marcoemilio Camera e Patrizia Florio, Milano, IAML Italia, 2019, pp. 395–410.
- La ricerca musicologica nell’AFAM, in La ricerca musicologica in Italia: stato e prospettive. Atti della giornata di studi (Roma, Miur, 26 settembre 2017), a c. di Antonio Caroccia, Firenze, LoGisma, 2019 (Biblioteca di civiltà musicale, 6), pp. 29–35.
- Il ruolo del direttore d'orchestra nella nascita del sinfonismo italiano, in La direzione d'orchestra italiana, a c. di Ettore Borri, Varese, Zecchini, 2020, pp. 3–10.
- Il Novecento come “libertà”. La musica pianistica di Giovanni Spezzaferri, in «Per l’istruzione e il raffinamento dell’arte». 180 anni del Conservatorio “G. Nicolini” di Piacenza, a c. di Mariateresa Dellaborra e Patrizia Florio, Lucca, Libreria musicale italiana, 2020, pp. 115–122.
- Monteverdi contraltare dannunziano di Wagner, in Viaggi italo-francesi. Scritti musicali per Adriana Guarnieri, a c. di Marica Bottaro e Francesco Cesari, Lucca, Libreria musicale italiana, 2020 (Studi e saggi, 29), pp. 245–253
- Brahms formalista o musicista-letterato?, in Amata e lontana: sguardi sulla musica dei compositori di lingua tedesca, a cura di Alessandro Maria Carnelli, Colazza: XY.IT, 2020, pp. 191–198.
- Internazionalismo, nazionalismo e regionalismo: la difficile sintesi nella musica del primo Novecento italiano, Atti del convegno «Ennio Porrino: la figura, l’opera», Cagliari 14-15 maggio 2010, in corso di stampa.
- Le edizioni delle Sonate per pianoforte di Beethoven tra filologia e didattica, in Hellicon resonans, Studi in onore di Alberto Basso per il suo 90º compleanno, a c. di Cristina Santarelli, vol. II, pp. 989–1002, Libreria Musicale Italiana, 2021.